# クエンカ県
クエンカ県（クエンカけん、スペイン語: Provincia de Cuenca）は、スペインのカスティーリャ＝ラ・マンチャ州に属する県。東部に位置する。県都はクエンカ。

## 地理
カスティーリャ＝ラ・マンチャ州のグアダラハーラ県とアルバセテ県とシウダ・レアル県とトレド県、アラゴン州のテルエル県、バレンシア州のバレンシア県、マドリード州と接している。

### 人口
| クエンカ県の 1900－2010                                 |
|                                                         |
| 出典:INE（スペイン国立統計局）1900年 - 1991年、1996年 - |

## 歴史
1833年スペイン地方行政区分再編ではスペイン全土に49の県が設置された。この際にクエンカ県も設置され、県都はクエンカに定められた。この際にクエンカ県やマドリード県など5県は「歴史的地域」のカスティーリャ・ラ・ヌエバ地域にまとめられたが、「歴史的地域」に権限や行政機関は存在しなかった。
1939年から1975年のフランコ独裁体制化を経て、スペインの民主化移行期の1970年代末から1980年代初頭にはスペイン全土に17の自治州が設置された。1982年8月10日にはクエンカ県など5県からなるカスティーリャ＝ラ・マンチャ州が発足した。

## 行政区画

### 主な自治体
県都クエンカはクエンカ県の人口の約4分の1を有している。クエンカのほかに人口1万人を超えるのはタランコンのみである。クエンカ県には5つのコマルカ（郡）、238のムニシピオ（基礎自治体）がある。
| 順位 | 基礎自治体                       | 人口 （2010年） |
| ---- | -------------------------------- | --------------- |
| 1    | クエンカ                         | 56,189          |
| 2    | タランコン                       | 15,732          |
| 3    | キンタナール・デル・レイ         | 7,910           |
| 4    | ラス・ペドロニェーラス           | 7,228           |
| 5    | サン・クレメンテ                 | 7,204           |
| 6    | モタ・デル・クエルボ             | 6,304           |
| 7    | モティージャ・デル・パランカール | 6,195           |
| 8    | イニエスタ                       | 4,694           |
| 9    | オルカッホ・デ・サンティアーゴ   | 4,162           |
| 10   | カサシマーロ                     | 3,361           |

### 司法管轄区

クエンカ県内の司法管轄区

県内は4司法管轄区に分けられる。
1. クエンカ司法管轄区[5] - アビア・デ・ラ・オビスパリーア、アルバラデッホ・デル・クエンデ、アルバラーテ・デ・ラス・ノゲーラス、アルベンデア、アルカラ・デ・ラ・ベガ、アルカントゥ、アルコウハーテ、アルガーラ、アリアギージャ、アルタレッホス、アランディージャ・デル・アロージョ、アルカス・デル・ビジャール、アルコス・デ・ラ・シエラ、アルギスエラス、アランカセパス、バスクニャーナ・デ・サン・ペドロ、ベアムー、ベルモンテッホ、ベテータ、ボニーチェス、ブシエガス、ブエナーチェ・デ・ラ・シエラ、カンピージョス＝パラビエントス、カンピージョス＝シエラ、カニャーダ・デル・オジョ、カナレッハス・デル・アロージョ、カニャマーレス、カニャベーラス、カニャベルエーラス、カニェーテ、カニサーレス、カルボネーラス・デ・グアダサオン、カルデネーテ、カラスコーサ、カサス・デ・ガルシモリーナ、カステホン、カスティジェッホ＝シエラ、カスティージョ＝アルバラーニェス、チジャロン・デ・クエンカ、ラ・シエルバ、クエンカ、クエバ・デル・イエーロ、フレスネーダ・デ・アルタレッホス、フレスネーダ・デ・ラ・シエラ、ラ・フロンテーラ、フエンテレスピーノ・デ・モジャ、フエンテナーバ・デ・ハバガ、フエンテス、フエルテスクーサ、ガラバージャ、ガスクエーニャ、グラハ・デ・カンパルボ、エナレッホス、ウエラモ、ウエルギナ、ウエルタ・デ・ラ・オビスパリーア、ウエルタ・デル・マルケサード、ラグーナ・デル・マルケサード、ラグナセカ、ランデーテ、ラス・マハーダス、マリアーナ、マセゴーサ、ミラ、モタ・デ・アルタレッホス、モジャ、ナルボネータ、オルメーダ・デ・ラ・クエスタ、オルメディージャ・デ・エリス、パハロン、パハロンシージョ、パロメーラ、ラ・パラ・デ・ラス・ベガス、ポルティージャ、ポジャートス、エル・ポスエーロ、プリエーゴ、レイージョ、サリーナス・デル・マンサーノ、サルメロンシージョス、サルバカニェーテ、サン・ロレンソ・デ・ラ・パリージャ、サン・マルティン・デ・ボニーチェス、サン・ペドロ・パルミーチェス、サンタ・クルス・デ・モジャ、サンタ・マリーア・デル・バル、ソトリーバス、タラジュエーラス、テハディージョス、トラルバ、トラガセーテ、ウーニャ、ロス・バルデコルメーナス、バルデメカ、バルデモリージョ・デ・ラ・シエラ、バルデモーロ＝シエラ、バルデオリーバス、バルデトルトラ、ラス・バレーラス、バルサロブレ、バルベルデ・デ・フカル、ベガ・デル・コドルノ、ビジャコネッホス・デ・トラバーケ、ビジャルバ・デ・ラ・シエラ、ビジャール・デ・ドミンゴ・ガルシーア、ビジャール・デ・オラージャ、ビジャール・デル・ウモ、ビジャール・デル・インファンタード、ビジャール・イ・ベラスコ、ビジャレッホ・デ・ラ・ペニュエーラ、ビジャレッホ＝ペリエステバン、ビジャス・デ・ラ・ベントーサ、ビジャベルデ・イ・パサコンソル、ビジョラ、ビンデル、ジェメダ、サフリージャ、サルスエラ
2. タランコン司法管轄区[6] - エル・アセブロン、アルカサル・デル・レイ、アルコンチェル・デ・ラ・エストレージャ、アルメンドロス、アルモナシッド・デル・マルケサード、バラハス・デ・メロ、ベリンチョン、ベルモンテ、ブエンディーア、カンポス・デル・パライーソ、カラスコーサ・デ・アロ、セルベーラ・デル・ジャノ、フエンテ・デ・ペドロ・ナアーロ、フエンテレスピーノ・デ・アロ、ロス・イノホーソス、エル・イト、オンタナージャ、オルカッホ・デ・サンティアーゴ、ウエルベス、ウエーテ、レガニエル、モンレアル・デル・ジャノ、モンタルバネッホ、モンタルボ、オサ・デ・ラ・ベガ、パロマーレス・デル・カンポ、パレーデス、ラ・ペラレッハ、ピネーダ・デ・ヒグエーラ、ポルタルルビオ・デ・グアダメフッド、ポソルビオ、プエブラ・デ・アルメナーラ、プエブラ・デ・ドン・フランシスコ、ラダ・デ・アロ、ロサラン・デル・モンテ、サセーダ＝トラシエラ、サエリセス、タランコン、トリナハス、トレホンシージョ・デル・レイ、トルビア・デル・カンポ、トレスフンコス、トリバルドス、ウクレス、ベジスカ、ビジャエスクーサ・デ・アロ、ビジャルバ・デル・レイ、ビジャルゴルド・デル・マルケサード、ビジャマジョール・デ・サンティアーゴ、ビジャヌエバ・デ・グアダメフッド、ビジャール・デ・カーニャス、ビジャール・デ・ラ・エンシーナ、ビジャレッホ・デ・フエンテス、ビジャーレス・デル・サス、ビジャルビオ、サフラ・デ・サンカラ、サルサ・デ・タホ
3. モティージャ・デル・パランカール司法管轄区[7] - アラルコン、アルモドーバル・デル・ピナール、バルチン・デル・オジョ、ブエナーチェ・デ・アラルコン、カンピージョ・デ・アルトブエイ、カサシマーロ、カステジェッホ・デ・イニエスタ、チュミージャス、エンギダノス、ガバルドン、グラハ・デ・イニエスタ、エル・エルンブラール、オンテシージャス、イニエスタ、レダーニャ、ミングラニージャ、モンテアグード・デ・ラス・サリーナス、モティージャ・デル・パランカール、オルメーダ・デル・レイ、オルメディージャ・デ・アラルコン、パラクエージョス、エル・ペラル、ラ・ペスケーラ、エル・ピカーソ、ピケーラス・デル・カスティージョ、ポソルビエーロス・デ・ラ・マンチャ、プエブラ・デル・サルバドール、キンタナール・デル・レイ、ソレーラ・デ・ガバルドン、テバル、バルエルモーソ・デ・ラ・フエンテ、バルベルデッホ、ビジャガルシーア・デル・ジャノ、ビジャルパルド、ビジャヌエバ・デ・ラ・ハラ、ビジャルタ
4. サン・クレメンテ司法管轄区[8] - ラ・アルベルカ・デ・サンカラ、ラ・アルマルチャ、アタラージャ・デル・カニャバーテ、カニャーダ・フンコーサ、エル・カニャバーテ、カサス・デ・ベニテス、カサス・デ・フェルナンド・アロンソ、カサス・デ・ギハーロ、カサス・デ・アロ、カサス・デ・ロス・ピノス、カスティージョ・デ・ガルシムーニョス、ラ・イノホーサ、オンルビア、ラス・メサス、モタ・デル・クエルボ、オリバーレス・デ・フカル、エル・ペデルノーソ、ラス・ペドロニェーラス、ピナレッホ、ポソアマルゴ、エル・プロベンシオ、サン・クレメンテ、サンタ・マリーア・デ・ロス・ジャノス、サンタ・マリーア・デル・カンポ・ルス、シサンテ、トルビア・デル・カスティージョ、バラ・デ・ルイ

## 政治
クエンカ県には上院4議席、下院3議席、そして自治州議会8議席が割り当てられている。その内訳は、上院では、国民党（PP）が3議席、スペイン社会労働党（PSOE）が1議席、下院では、国民党が2議席、スペイン社会労働党が1議席となっている（2011年11月総選挙の結果）。自治州議会では、国民党が4議席、スペイン社会労働党が4議席となっている。